# Micropterix gertraudae
Micropterix gertraudae és una espècie extingida d'arna de la família Micropterigidae. Va ser descrita per Kurz M. A & M. E. Kurz, l'any 2010. Només se sap d'un sol exemplar atrapat en ambre bàltic, que ha estat extret a Palmnicken (ara Yantarnyy) prop de Kaliningrad.